# Sing It Loud
Sing It Loud est un groupe de pop punk américain, originaire de Minneapolis, dans le Minnesota. Formé en 2007, il comprenait Kieren Smith (guitare, chant secondaire), Pat Brown (chant, guitare), Kieren Smith (piano), Christopher Lee (batterie) et Nate Flynn (basse), signés au label Epitaph Records.

## Biographie
Sing It Loud est formé d'une amitié entre les cousins et chanteur Pat Brown et guitariste Kieren Smith, qui recruteront par la suite d'autres membres issus de la scène musicale de Minneapolis. Brown formera le groupe après la séparation de son ancien groupe. Il est ancien chanteur et guitariste de The Semester. Frustrés par le manque de popularité, The Semester jouent un dernier concert au Savage, et les membres se séparent pour former d'autres projets comme Get Young. Le groupe signe un contrat avec Epitaph Records après avoir joué sept concerts ensemble.
Leur premier album chez Epitaph est un EP produit par Josh Cain de Motion City Soundtrack, publié en mars 2008,. Le groupe tourne ensuite avec We the Kings, This Providence, Ludo, The Morning Light, Valencia, Every Avenue, Hit the Lights, All Time Low, Farewell, Cobra Starship, Forever the Sickest Kids, Single File, Cash Cash, et Motion City Soundtrack. Un album studio produit par Cain et mixé par Mark Trombino est publié le 23 septembre 2008 chez Epitaph,. L'album fait participer Justin Pierre de Motion City Soundtrack et Alex Gaskarth d'All Time Low. Come Around atteint la 44e place des Billboard Heatseekers. Le groupe passe l'année 2009 au Vans Warped Tour.

## Membres

### Derniers membres
- Pat Brown - chant, guitare
- Kieren Smith - guitare, chœurs
- Nate Flynn - basse
- Ben Peterson - clavier, synthétiseur
- Christopher Lee - batterie

### Ancien membre
- Dane Schmidt - batterie

## Discographie
- 2007 : Sing it Loud EP (démo)
- 2008 : Come Around EP (Epitaph Records)
- 2008 : Come Around (Epitaph Records)
- 2010 : Everything Collide (Epitaph Records)